# Меликова, Туби Гасан кызы
Туби Гасан кызы Меликова (азерб. Tubu Həsən qızı Məlikova; 5 мая 1916, Баку — 10 декабря 1975, там же) — советская азербайджанская ткачиха, Герой Социалистического Труда (1966).

## Биография
Родилась 5 мая 1916 года в городе Баку Бакинской губернии (ныне столица Азербайджана).
С 1929 года — прядильщица, с 1968 года — производственный инструктор текстильного комбината имени В. И. Ленина. Отличилась при выполнении заданий семилетнего плана. 
Указом Президиума Верховного Совета СССР от 9 июня 1966 года за выдающиеся заслуги в выполнении семилетнего плана и достижение высоких технико-экономических показателей по производству тканей, трикотажа, обуви, швейных изделий и другой продукции легкой промышленности Меликовой Туби Гасан кызы присвоено звание Героя Социалистического Труда с вручением ордена Ленина и золотой медали «Серп и Молот».
Активно участвовала в общественной жизни Азербайджана. Член КПСС с 1944 года.
Скончалась 10 декабря 1975 года в городе Баку.